# Charles Shyer
Charles Richard Shyer (Los Angeles, 11 ottobre 1941 – Los Angeles, 27 dicembre 2024) è stato un regista, produttore cinematografico e sceneggiatore statunitense.

## Biografia
Di religione ebraica, esordì nello spettacolo come produttore della serie televisiva La strana coppia di cui sceneggiò alcuni episodi, uno dei quali diretto personalmente. Dopo altri piccoli lavori televisivi scrisse la sceneggiatura di Soldato Julia agli ordini (1980).
Sempre come sceneggiatore lavorò a Jumpin' Jack Flash (1986) con lo pseudonimo di J.W. Melville.
Sceneggiò e diresse Il padre della sposa (1991) e il suo seguito quattro anni dopo.
Fu sceneggiatore, regista e produttore di Alfie, commedia del 2004, remake del film omonimo del 1966.

## Filmografia parziale

### Regista
- Baby Boom (1987)
- Il padre della sposa (Father of the Bride) (1991)
- Inviati molto speciali (I Love Trouble) (1994)
- Il padre della sposa 2 (Father of the Bride Part II) (1995)
- L'intrigo della collana (The Affair of the Necklace) (2001)
- Alfie (2004)
- Il diario segreto di Noel (The Noel Diary) (2022)

### Produttore
- Genitori in trappola (The Parent Trap), regia di Nancy Meyers (1998)

### Soggetto
- Soldato Giulia agli ordini (Private Benjamin), regia di Howard Zieff (1980)
- Baby Boom, regia di Charles Shyer (1987)
- Il padre della sposa (Father of the Bride), regia di Charles Shyer (1991)
- Il diario segreto di Noel (The Noel Diary) (2022)

### Sceneggiatore
- Il bandito e la "Madama" (Smokey and the Bandit), regia di Hal Needham (1977)
- Verso il sud (Goin' South), regia di Jack Nicholson (1978)
- Soldato Giulia agli ordini (Private Benjamin), regia di Howard Zieff (1980)
- Jumpin' Jack Flash, regia di Penny Marshall (1986) - accreditato come J.W. Melville
- Baby Boom, regia di Charles Shyer (1987)
- Il padre della sposa (Father of the Bride), regia di Charles Shyer (1991)
- Inviati molto speciali (I Love Trouble), regia di Charles Shyer (1994)
- Il padre della sposa 2 (Father of the Bride Part II), regia di Charles Shyer (1995)
- Alfie, regia di Charles Shyer (2004)
- Il diario segreto di Noel (The Noel Diary) (2022)